# 강관일
강관일(? ~ )은 조선민주주의인민공화국의 정치인이다. 조선로동당 중앙위원회 후보위원이다.

## 경력
1964년 3월 해주시 당 부위원장을 지냈으며, 1980년 12월 건설부 부부장에 임명되었다. 1987년 4월 성진제강연합기업소 당 책임비서에 올랐다.
2010년 9월 조선로동당 중앙위원회 후보위원에 선출되었다.

## 기타
2011년 12월 김정일 사망 당시에 국가 장의위원회 위원을 맡았다.